# Claverack

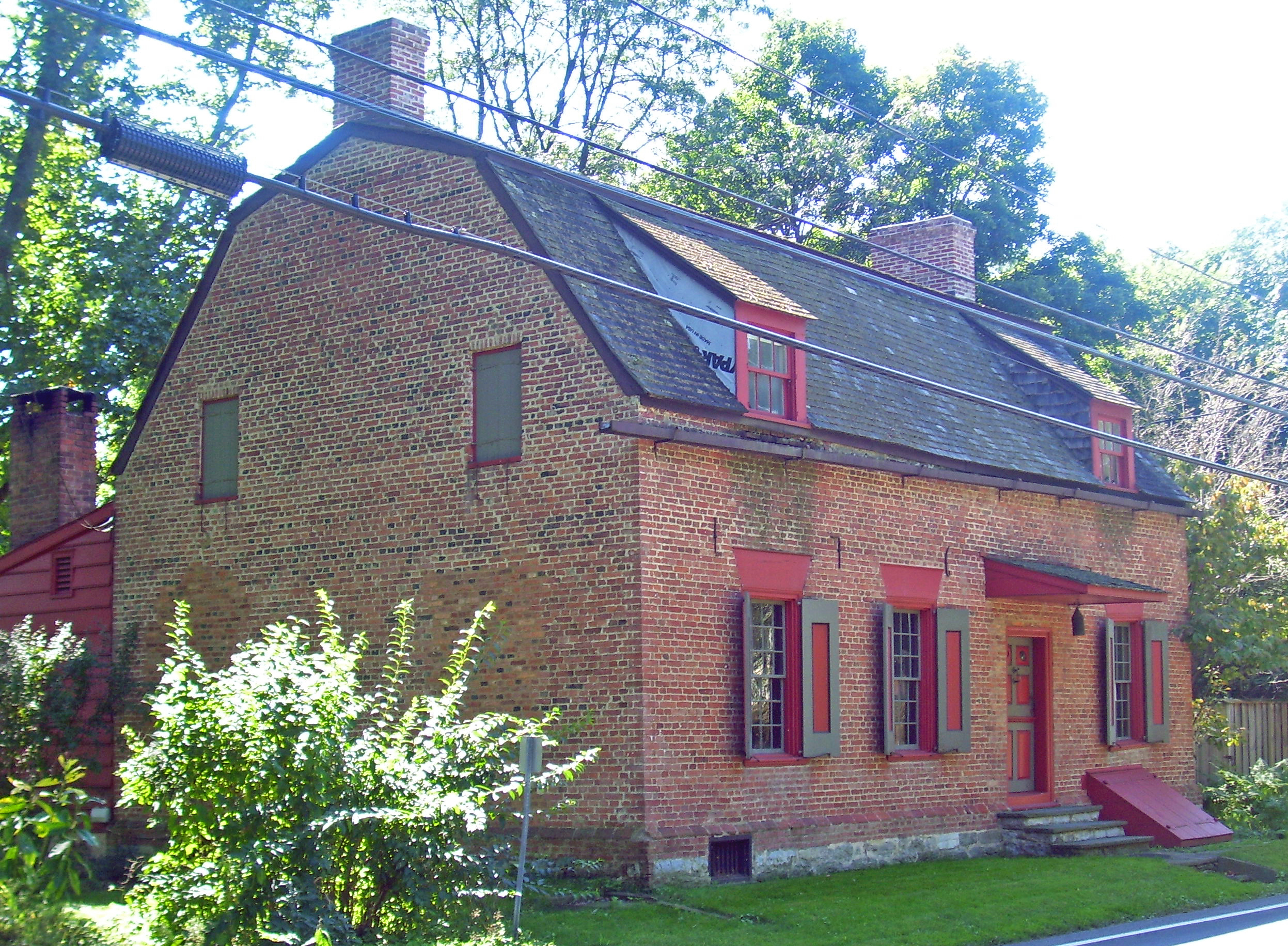
Cornelius S. Muller House, Claverack

Claverack ist eine Stadt im Columbia County, New York in den Vereinigten Staaten. Das U.S. Census Bureau hat bei der Volkszählung 2020 eine Einwohnerzahl von 6.058 ermittelt. Der Name der Stadt ist eine Verballhornung der niederländischen Worte für Kleefelder.
Die Town of Claverack liegt zentral im County, östlich der City of Hudson.

## Geschichte
Claverack wurde 1778 aus dem früheren District of Claverack gebildet. Die Town verlor 1782 einen Teil ihres Gebietes an die neugebildete Town of Hillsdale. Erneut kleiner wurde die Fläche, als 1785 die City of Hudson inkorporiert wurde.

## Geographie
Nach den Angaben des United States Census Bureaus hat die Town eine Fläche von 124,2 km², wovon 123,4 km² Land bilden und 0,8 km² (= 0,63 %) aus Gewässern bestehen.
Der Taconic State Parkway führt durch das Gebiet Claveracks.

## Demographie
Zum Zeitpunkt des United States Census 2000 bewohnten Claverack 6401 Personen. Die Bevölkerungsdichte betrug 51,9 Personen pro km². Es gab 2839 Wohneinheiten, durchschnittlich 23,0 pro km². Die Bevölkerung Claveracks bestand zu 93,95 % aus Weißen, 3,31 % Schwarzen oder African American, 0,20 % Native American, 0,36 % Asian, 0,06 % Pacific Islander, 0,78 % gaben an, anderen Rassen anzugehören und 1,33 % nannten zwei oder mehr Rassen. 2,47 % der Bevölkerung erklärten, Hispanos oder Latinos jeglicher Rasse zu sein.
Die Bewohner Claveracks verteilten sich auf 2485 Haushalte, von denen in 29,6 % Kinder unter 18 Jahren lebten. 53,4 % der Haushalte stellten Verheiratete, 9,1 % hatten einen weiblichen Haushaltsvorstand ohne Ehemann und 32,8 % bildeten keine Familien. 26,4 % der Haushalte bestanden aus Einzelpersonen und in 13,3 % aller Haushalte lebte jemand im Alter von 65 Jahren oder mehr alleine. Die durchschnittliche Haushaltsgröße betrug 2,44 und die durchschnittliche Familiengröße 2,96 Personen.
Die Bevölkerung verteilte sich auf 24,4 % Minderjährige, 6,5 % 18–24-Jährige, 25,3 % 25–44-Jährige, 24,6 % 45–64-Jährige und 19,1 % im Alter von 65 Jahren oder mehr. Das Durchschnittsalter betrug 41 Jahre. Auf jeweils 100 Frauen entfielen 100,8 Männer. Bei den über 18-Jährigen entfielen auf 100 Frauen 94,7 Männer.
Das mittlere Haushaltseinkommen in Claverack betrug 41.647 US-Dollar und das mittlere Familieneinkommen erreichte die Höhe von 50.175 US-Dollar. Das Durchschnittseinkommen der Männer betrug 32.896 US-Dollar, gegenüber 23.925 US-Dollar bei den Frauen. Das Pro-Kopf-Einkommen belief sich auf 19.848 US-Dollar. 6,7 % der Bevölkerung und 3,8 % der Familien hatten ein Einkommen unterhalb der Armutsgrenze, davon waren 6,8 % der Minderjährigen und 7,1 % der Altersgruppe 65 Jahre und mehr betroffen.

## Ortschaften und Siedlungen in Claverack
- Brick Tavern, ein Weiler in der Nordwestecke
- Churchtown, ein Weiler an der südlichen Stadtgrenze
- Claverack-Red Mills, ein Census-designated place im Westen der Town, das aus den Weilern Claverack und Red Mills besteht
- Hollowville, ein Weiler südöstlich des Weilers Claverack
- Martindale, ein Weiler an der östlichen Stadtgrenze, das am Taconic State Parkway liegt
- Mellenville, ein Weiler im Nordosten der Town, westlich von Philmont
- Philmont, ein Village im nordöstlichen Teil der Town
- Upper Hollowville, ein Weiler zwischen Hollowville und Martindale

## Persönlichkeiten
- John Gebhard (1782–1854) in Claverack geborener Jurist und Politiker, Vertreter New Yorks im US-Repräsentantenhaus

### Frühere nennenswerten Bewohner
- Aaron Burr und Alexander Hamilton waren juristisch im örtlichen Courthouse tätig.
- Martin Van Buren wurde hier als Rechtsanwalt zugelassen.
- Margaret Sanger besuchte zwei Jahre lang das 1902 geschlossene Claverack College.

## National Register of Historic Places
Zahlreiche Bauten in Claverack wurden in das National Register of Historic Places aufgenommen.
| Ref.-Nummer | Name                                               | Adresse            | Name der MPS  | Aufnahmedatum |
| ----------- | -------------------------------------------------- | ------------------ | ------------- | ------------- |
| 97001624    | Claverack Free Library                             | 629 NY 23B         | Claverack MPS | 7. Jan. 1998  |
| 80002598    | Double-Span Whipple Bowstring Truss Bridge         | Van Wyck Lane      |               | 17. Apr. 1980 |
| 97000927    | George Felpel House                                | 60 NY 9H           | Claverack MPS | 21. Aug. 1997 |
| 97001623    | First Columbia County Courthouse                   | 549 NY 23B         | Claverack MPS | 7. Jan. 1998  |
| 97000944    | Stephen Hogeboom House                             | 562 NY 23B         | Claverack MPS | 21. Aug. 1997 |
| 99001135    | Dr. Abram Jordan House                             | 137 NY 23          |               | 9. Sep. 1999  |
| 97000826    | William Henry Ludlow House                         | 465 NY 23B         | Claverack MPS | 8. Aug. 1997  |
| 97000945    | Ludlow-Van Rensselaer House                        | 465 NY 23B         | Claverack MPS | 21. Aug. 1997 |
| 97000947    | Jacob P. Mesick House                              | 68 Van Wyck Ln.    | Claverack MPS | 21. Aug. 1997 |
| 97000827    | Harmon Miller House                                | 6109 9H            | Claverack MPS | 8. Aug. 1997  |
| 97000825    | Stephen Miller House                               | 114 NY 23          | Claverack MPS | 8. Aug. 1997  |
| 97000823    | Muller, Cornelius S., House                        | 602 NY 23B         | Claverack MPS | 8. Aug. 1997  |
| 97000946    | Harriet Phillips Bungalow                          | 438 NY 23B         | Claverack MPS | 21. Aug. 1997 |
| 97000949    | Rev. Dr. Elbert S. Porter House                    | 6163 NY 9H         | Claverack MPS | 21. Aug. 1997 |
| 01000673    | Reformed Dutch Church of Claverack                 | NY 9H, N of NY 23B | Claverack MPS | 21. Juni 2001 |
| 97001616    | Stephen Storm House                                | 51 NY 217          | Claverack MPS | 7. Jan. 1998  |
| 97000948    | Trinity Episcopal Church                           | 601 NY 23B         | Claverack MPS | 2. Sep. 1997  |
| 79001570    | Jan Van Hoesen House                               | NY 66              |               | 1. Aug. 1979  |
| 97001615    | Van Rensselaer Lower Manor House                   | 103 NY 23B         | Claverack MPS | 7. Jan. 1998  |
| 82003352    | Jacob Rutsen Van Rensselaer House and Mill Complex | NY 23              |               | 9. Sep. 1982  |